# Onthophagus albarracinus
Onthophagus albarracinus é uma espécie de coleóptero da família Scarabaeidae.

## Distribuição geográfica
Habita na Espanha peninsular.